# Клеттенберг, Сусанна Екатерина фон
Сусанна Екатерина фон Клеттенберг (нем. Susanne Katharina von Klettenberg; 19 декабря 1723, Франкфурт-на-Майне — 16 декабря 1774 или 13 декабря 1774, Франкфурт-на-Майне) — немецкая монахиня и поэтесса.
Была канониссой монастыря св. Екатерины, поддерживала оживленные отношения с главными представителями пиетизма. Будучи подругой матери Гёте, фон Клеттенберг в 1769 году, во время сильной болезни юного Гёте, ухаживала за ним и оказала на него большое влияние, приохотив к чтению мистической и алхимической литературы. При посредничестве Гёте Клеттенберг познакомилась с Лафатером. Её образ и жизнь нашли отражение в «Признаниях прекрасной души» в гётевском «Вильгельме Мейстере». Духовные песни и религиозные статьи, написанные Клеттенберг, были напечатаны в Гамбурге в 1849 году («Reliquien des Fräuleins Susanne Katharina von Klettenberg»).